# آرمان وارطانیان
آرمان هایکازی وارطانیان (ارمنی: Արման Հայկազի Վարդանյան؛ زادهٔ ۳ اوت ۱۹۳۰ - ۲۱ اوت ۲۰۱۵) موسیقی‌دان و نوازنده پیانو اهل ارمنستان بود.

## زندگی‌نامه
وی در ۳ اوت ۱۹۳۰ ‏در استانبول به دنیا آمد و از دانشگاه موسیقی و هنرهای نمایشی وین فارغ‌التحصیل گشت. وی برنده جوایزی همچون مدال موسس خورناتسی است. وی در ۲۱ اوت ۲۰۱۵ در سن ۸۵ سالگی در استانبول درگذشت.